# André, o Cita
André, o Cita (morte após 887) foi um oficial militar bizantino sênior que distinguiu-se nas guerras bizantino-árabes, ocupando o posto de doméstico das escolas durante os últimos anos do reinado do imperador Basílio I, o Macedônio (r. 867–886) e o começo do reinado de Leão VI, o Sábio (r. 886–912), até sua morte. Ele desempenhou um importantes papel nos assuntos domésticos do início do reinado de Leão, especialmente na demissão e julgamento do patriarca Fócio (877–886).

## Biografia

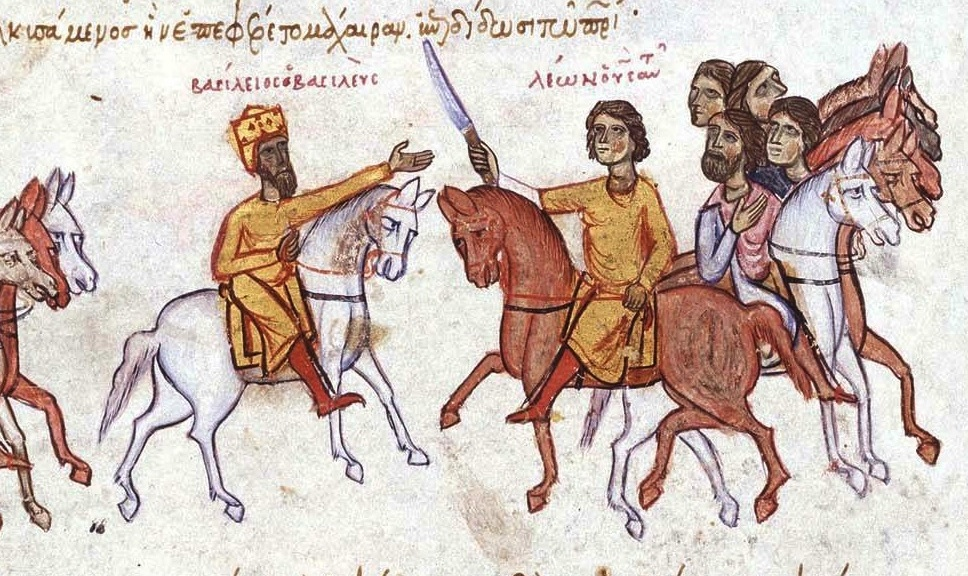
r. e o seu filho r..
Da Crônica de João Escilitzes, no manuscrito conhecido como "Escilitzes de Madrid".

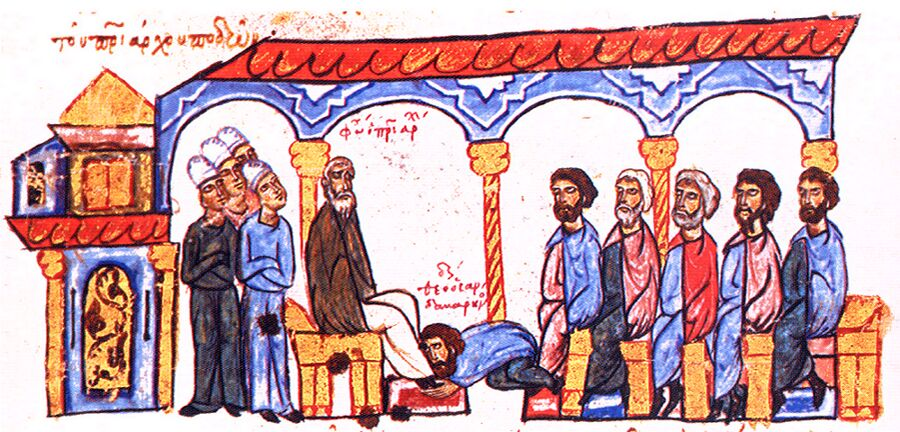
Patriarca Fócio e Teodoro Santabareno

Segundo o cronista José Genésio e os continuadores de Jorge Mônaco, André descendia dos "citas ocidentais", por isso a alcunha de "o Cita" atribuída a ele pelos estudiosos modernos. Na realidade, "citas" era um termo bizantino arcaísta para eslavos. André pode ser identificado com um homem de mesmo nome que comandou a guarda imperial, a Heteria, quando o jovem Basílio, o Macedônio serviu lá durante sua ligeira ascensão de um simples criado do estábulo para alto ofício no final dos anos 850 e começo dos 860 como um protegido do imperador Miguel III, o Ébrio (r. 842–867). Quando Basílio subiu ao trono após o assassinato de Miguel, André ascendeu na hierarquia. Nos anos 870, como hipoestratego do Tema Opsiciano, distinguiu-se nas guerras contra os raides árabes na Ásia Menor, e foi recompensado com os títulos de patrício e mais tarde magistro, e o posto de doméstico das escolas (comandante-em-chefe).
Como doméstico, ele foi responsável pelos constantes raides e contra raides realizados aos emirados muçulmanos fronteiriços de Melitene e Tarso. Teófanes Continuado relata que ele foi demitido devido a acusações de timidez perante os árabes, depois de não conseguir acompanhar uma vitória decisiva contra o emir de Tarso, Abedalá ibne Raxide ibne Cavus, que as fontes bizantinas situam no ano 878. Genésio e os continuadores de Jorge Mônaco por um lado não mencionam uma demissão, mas simplesmente registas que no relato de suas vitórias, ele foi elevado à posição de magistro. Isso foi provavelmente um erro, desde que a campanha final contra Tefrique foi, com toda probabilidade, liderada pelo imperador Basílio I, o Macedônio (r. 867–886). Por outro lado, a crônica de Simeão Logóteta dá uma fundo totalmente diferente para sua demissão, colocando-a em 883 e a rixa entre Basílio e seu filho, o futuro Leão VI, o Sábio (r. 886–912). Assim, Teodoro Santabareno acusou André de estar a par de uma conspiração do círculo em torno de Leão para depor seu pai. Junto com outros oficiais de alta patente conectadas ao herdeiro-aparente, André perdeu seu posto, mesmo embora estivesse em campanha naquele momento. Seja qual for o curso dos eventos, sua desgraça não durou muito, pois seu sucessor, Cesta Estipiota, foi decisivamente esmagado pelos árabes, e André logo readquiriu seu posto, que ele manteve pelo resto de sua vida.

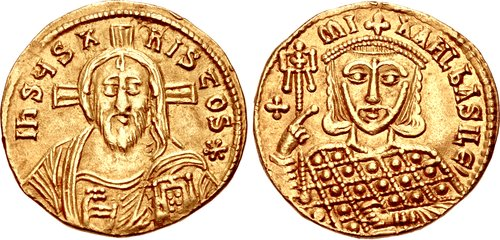
Soldo do imperador r.

Quando Leão sucedeu seu pai, André rapidamente emergiu como a nova mão direita do imperador. Assim, foi André que chefiou a delegação de oficiais seniores e senadores enviado por Leão imediatamente após sua ascensão em 29 de agosto de 886 para Crisópolis (atual Üsküdar, Turquia) de modo a recuperar e trazer de volta para a capital para ser enterrado na Igreja dos Santos Apóstolos o corpo de Miguel III, que Leão acreditava ser seu verdadeiro pai. André também foi instrumental na queda do patriarca Fócio (877–886), que junto com seu protegido Teodoro Santabareno foi acusado por André e o magistro Estêvão de conspirar para derrubar o imperador. Como um confiável agente imperial, foi André que, junto com o logóteta do curso João Hagiopolita, foi para Santa Sofia, leu no púlpito as acusações trazidas contra Fócio, e prendeu-o. O julgamento de Fócio por traição ocorreu em 887, com André presidindo sobre um tribunal composto por oficiais seniores. Fócio e Teodoro foram condenados culpados, com o primeiro sendo banido para o Mosteiro de Gordon, onde morreu, e o segundo sendo exilado para Atenas. André morreu em algum momento após estes eventos, e foi substituído como doméstico das escolas por Nicéforo Focas, o Velho.